# Ода
О́да (от греч. ᾠδή < ἀοιδή — «песнь») — жанр лирики, торжественная песня, посвящённая какому-либо событию, герою или отдельное произведение такого жанра.

## Античность
Первоначально в Древней Греции любую форму стихотворной лирики, предназначенную сопровождать музыку, называли «одой», в том числе хоровое пение. Со времён Пиндара ода — хоровая песня-эпиникий с подчёркнутой торжественностью и высокопарностью, как правило, в честь победителя спортивных состязаний:
Пусть Геродот теперь

Вознесён будет ввысь

На дивных крыльях

Муз Пиерид сладкогласных!

Пусть с пифийских он игр,

С олимпийских Алфея брегов

Честь принесёт семивратным Фивам!
«Истмийская ода. Эпод Е»
В римской литературе наиболее известны оды Горация, который использовал размеры эолийской лирической поэзии, в первую очередь алкееву строфу, адаптировав их к латинскому языку. Сборник этих произведений на латыни именуют Carmina («песни», а «одами» их стали называть уже впоследствии).
Вещий внук Атланта, Меркурий! Мудро

Ты смягчил людей первобытных нравы

Тем, что дал им речь и благой обычай

Ввёл состязаний.

Вестник всех богов, я тебя прославлю

Песней. Ты творец криворогой лиры,

Мастер в шутку все своровать и спрятать,

Что бы ни вздумал.

Ты малюткой раз Аполлона стадо

Ловко скрыл, угнав. «Не отдашь коль…» — грозно

Тот стращал, — и вдруг рассмеялся: видит —

Нет и колчана.

Ты Приама вёл незаметно ночью:

Выкуп ценный нёс он за тело сына,

В вражий стан идя меж огней дозорных

Мимо Атридов.

В край блаженный ты беспорочных души

Вводишь; ты жезлом золотым смиряешь

Сонм бесплотный — мил и богам небесным,

Мил и подземным.
Квинт Гораций Флакк, «Ода»

## Средние века и Новое время
Со времени Возрождения и в эпоху Барокко (XVI—XVII века), «одами» стали называть лирические произведения в патетически высоком стиле, ориентирующиеся на античные образцы. В классицизме ода стала каноническим жанром высокой лирики. В Российской империи одическая поэзия как лирический жанр появилась в XVIII веке в эпоху классицизма и стала основным жанром поэзии М. В. Ломоносова. Знаменитые оды этого периода:
- «Три оды» (1744)
- Фридрих Шиллер «Ода к радости»
- Г. Р. Державин: «Фелица» (1782), «Властителям и судиям» (1780), «Вельможа» (ноябрь 1794), «Бог» (1784), «Видение мурзы» (1783—1784), «На смерть князя Мещерского» (1779), «Водопад» (1791—1794)
- М. В. Ломоносов: «Ода на взятие Хотина», «Ода на день восшествия на Всероссийский престол Её Величества Государыни Императрицы Елизаветы Петровны» 1742/1747 годов.

О ты, пространством бесконечный,

Живый в движеньи вещества,

Теченьем времени превечный,

Без лиц, в трёх лицах божества!

Дух всюду сущий и единый,

Кому нет места и причины,

Кого никто постичь не мог,

Кто всё собою наполняет,

Объемлет, зиждет, сохраняет,

Кого мы называем: Бог.
Г. Р. Державин, «Бог» (1784)